# Макс Ланге
Макс Ланге (Langе) (07.08.1832, Магдебург — 08.12.1899, Лейпциг) — німецький майстер і проблеміст, німецький шахіст, шаховий діяч, теоретик, шаховий композитор та журналіст. Лікар права.

## Життєпис
У турнірах грав не часто.
Ланге  опрацював систему атаки (Атака Макса Ланге)  у варіанті Захист  двох коней, яка названа його іменем.
1858—1864 — редактор  журналу «Дойче  шахцайтунг» «Німецький шаховий журнал»)
1862 — автор книг, в тому числі «Керівництво з шахових задач», в якій вперше спробував подати загальну теорію шахової задачі.
1854 — Макс Ланге придумав першу задачу на кооперативний мат. (M. Lange, Schachzeitung 1854, № 12, с. 453 